# 円山東村
円山東村（まるやまひがしむら）は福井県吉田郡にあった村。現在の福井市中心部の東北東、国道8号・福井バイパス沿線にあたる。

## 歴史
- 1889年（明治22年）4月1日 - 町村制の施行により、吉田郡河増村、東今泉村、北今泉村、下中村、足羽郡下四ツ居村、米松村、北四ツ居村及び四ツ居渡村の区域をもって、吉田郡円山東村が発足する。
- 1936年（昭和11年）1月13日 - 北陸本線の下り列車が村内を走行中に出火。救助が行われたが4人死亡、重軽傷者多数[1]。
- 1941年（昭和16年）4月1日 - 福井市に編入する。